# Davide Kovač
Davide Kovač (ur. 19 listopada 1999 w Tarancie) – serbski siatkarz, grający na pozycji przyjmującego. 
Jego ojcem jest Slobodan Kovač, siatkarz, a od kilku lat trener.

## Sukcesy klubowe
Liga serbska:
- 2020
- 2023[4]

Puchar Rumunii:
- 2025[5]

Liga rumuńska:
- 2025[6]